# Smart Roadster
De Smart Roadster is een kleine tweedeurs sportcoupé gemaakt door het merk Smart. De auto werd geïntroduceerd in 2003 maar de verkopen van zowel de Roadster als de Roadster Coupé stelden teleur. Daarom werd de productie na 43.901 exemplaren in november 2005 gestopt. De laatste Smart Roadster is nu te vinden in het Mercedes-Benz Museum.

## Geschiedenis
Op de Mondial de l'Automobile van 1998 werd het merk Smart voor het eerst getoond. De Smart City Coupé (later Smart ForTwo) werd geïntroduceerd. Vlak voor deze kleine auto op de markt verscheen waren er problemen met de stabiliteit van de auto. Dit maakte last-minute aanpassingen nodig die de auto trager, slechter bestuurbaar en duurder maakten. De verwachte verkoop van 200.000 stuks in het eerste jaar werd niet gehaald, het werden er slechts 80.000.
Binnen het bedrijf was het optimisme na de lancering van de City Coupé snel verdampt. Er kwam een nieuw management en een nieuwe marketingtechniek. Het bedrijf ging zich focussen op het verbeteren van de enige auto in het assortiment en het bouwen van een nieuw model, de Smart Roadster.

## Ontwerp en ontwikkeling

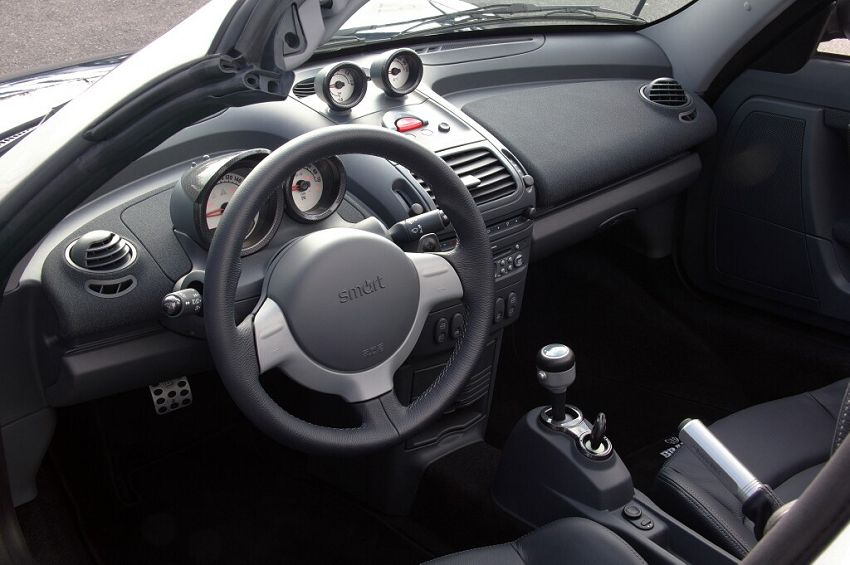
Interieur Smart Roadster Brabus

Onder designhoofd Jens Manske werd er in de herfst van 1998 gekeken naar andere mogelijke modellen binnen het Smart merk. Een 14-koppig team bedacht dat de kleine motor uit de City Coupé uitermate geschikt was voor een kleine sportwagen, indien uitgerust met een turbo en achterwielaandrijving.
Aan de hand van Smarts "zo klein mogelijk" filosofie werd het concept voor een praktische, zeer compacte sportwagen ontwikkeld. In mei 1999 nam Michael Mauer het werk over van Manske en begon met het verder ontwikkelen van de auto. Hij wilde de nieuwe Roadster nog op de IAA van dat jaar laten zien als showauto.
Eind juni waren 1:1 modellen van de roadster gereed, deze werden overgedragen aan Stola in Italië die de showmodellen zou gaan maken voor de show in Frankfurt. De Roadster kreeg positieve kritieken in Frankfurt en het management besloot de auto in productie te nemen. Tegelijkertijd werd er ook besloten het idee van Mauer om een coupéversie te maken door te zetten. Daarvan zou op de Mondial de l'Automobile van 2000 een conceptversie moeten verschijnen. Terwijl de ontwikkeling van de coupé begon, werd ook de originele versie van de Roadster verder ontwikkeld. In november 2000 waren zowel interieur en exterieur gereed, over de kleuren en varianten werd echter nog bijna een jaar gedaan.
Begin 2000 liepen verkopen van de Smart City Coupé eindelijk op, waarbij de cabrioversie een relatief groot deel van de verkopen voor zijn rekening nam. In maart 2000 vertrok Mauer bij Smart en ging aan de slag bij Saab. Hij werd opgevolgd door Hartmyt Sinkwitz. Als het derde hoofd design tijdens de ontwikkeling van de Smart Roadster moest hij ervoor zorgen dat auto snel productieklaar zou zijn. Dit werd vergemakkelijkt doordat de motor en enkele andere componenten van de City Coupé werden overgenomen.

## Conceptauto

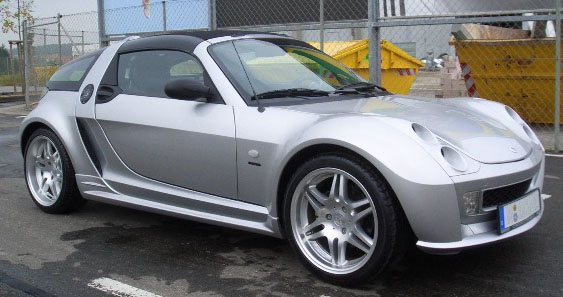
Smart Roadster Coupé

De Roadster Coupé werd voor het eerst getoond op de Mondial de 'Automobile van 2000. De auto was van voren gezien tot aan de voordeur gelijk aan de "normale" Roadster maar had een glazen targa-dak en een constructie die leek op een kleine stationwagen. Hiermee deed de Roadster Coupé denken aan de BMW Z3 en de later gebouwde Saab 9X.
De productieversies van de Smart Roadster (en ook de Coupé) debuteerden op de Mondial de 'Automobile van 2002 en waren enkele maanden later bij de Smart-dealers aan te schaffen. De auto's vielen op omdat ze kleiner waren dan de Toyota MR2, MG TF, Fiat Barchetta en de Mazda MX-5 maar toch even snel, en zuiniger met brandstof.

## Productie
De Smart Roadster werd gefabriceerd in de Smart fabriek in Hambach, Frankrijk, waar ook de Smart ForTwo gemaakt wordt. De Smart Roadster en de Roadster Coupé beschikten over een 61 of 81 pk sterke 0.7L 3-cilinder turbomotor. Voor beide modellen bestond de mogelijkheid om een versnellingsbak te installeren met een schakelsysteem dat was als in de Formule 1. Zowel de Roadster als de Roadster Coupé waren ook beschikbaar in Brabus-uitvoering, met een vermogen van 101pk en verschillende aanpassingen om het rijgedrag te verbeteren. Ook het interieur was aangepast met aluminium onderdelen.
In het eerste jaar werden bijna 20.000 Smart Roadsters verkocht; tweemaal zoveel als nodig was om uit de kosten te komen. De Smart Roadster bleek echter regelmatig terug te moeten komen naar de garage door gebreken. De garantiekosten liepen per auto gemiddeld op naar € 3000. Dit was de reden om de productie van de Roadster stop te zetten.